# Matthew Hutton (archevêque de Cantorbéry)
Pour l'archevêque d'York du XVIe siècle, voir Matthew Hutton (archevêque d'York).
Matthew Hutton (3 janvier 1693 – 18 mars 1758) est un ecclésiastique britannique. Il est successivement évêque de Bangor, archevêque d'York, puis quatre-vingt-cinquième archevêque de Cantorbéry.